# TV Finland
TV Finland, inizialmente chiamato Finlands TV, è il canale televisivo finlandese edito dalla radiotelevisione nazionale Yleisradio (Yle) che trasmette in Svezia. È stato originariamente lanciato il 1º luglio 1986 per trasmettere in tale Paese come parte di un accordo di reciprocità tra i governi finlandese e svedese che prevedeva anche la trasmissione di SVT Europa (originariamente denominata TV4 in Finlandia) nelle aree del territorio finlandese con popolazione di lingua svedese. 
In Svezia, il canale viene trasmesso dalla televisione terrestre e via cavo nelle aree della Contea di Stoccolma e della valle del Mälaren.

## Storia
Il canale ha iniziato a trasmettere nel 1986 nell'area di copertura del trasmettitore di Nacka con il nome di Finlands TV. Il nome TV Finland è stato introdotto nel 1997, quando sono iniziate le trasmissioni via satellite. 
Quando la Svezia è passata al digitale terrestre nel 2007, l'area di copertura terrestre è stata estesa a nuove zone.
Inoltre, in precedenza, il canale trasmetteva anche programmi della rete privata finlandese MTV3, che però hanno cessato di essere messi in onda alla fine del 2012.
Inoltre, è stato trasmesso via satellite in gran parte dell'Europa, ma la ricezione richiedeva una scheda di visione Canal Digital. La distribuzione via satellite è terminata alla fine di giugno 2013.

## Programmazione
I contenuti di TV Finland sono tratti da programmi regolarmente trasmessi sui canali statali Yle TV1, Yle TV2 e Yle Teema & Fem in lingua svedese.
La maggior parte della programmazione consiste in produzioni locali ed eventi sportivi nazionali e non include spot pubblicitari (gli spazi tra programmi consecutivi sono riempiti da immagini sullo schermo). Include il servizio di teletext Yle.
Nelle guide TV, i titoli svedesi sono utilizzati per indicare i programmi indipendentemente dalla loro lingua originale/principale.